# Gare de Bretoncelles
Gare de Bretoncelles vasútállomás Franciaországban, Bretoncelles településen.

## Vasútvonalak
Az állomást az alábbi vasútvonalak érintik:
- Párizs–Brest-vasútvonal

## Kapcsolódó állomások
A vasútállomáshoz az alábbi állomások vannak a legközelebb:
- Gare de Condé-sur-Huisne (Gare de Brest, Párizs–Brest-vasútvonal)
- Gare de La Loupe (Paris Gare Montparnasse, Párizs–Brest-vasútvonal)